# Valdemar Tofte
Valdemar Tofte   (Copenhaguen, 21 d'octubre de 1832 - Copenhaguen, 28 de maig de 1907) va ser un violinista danès.

## Educació
Era fill del cremador d'esperits Hans Larsen Tofte (1798-1857) i Mathilde, nascut Pedersen (1812-1867). El pare, que estimava la música i tocava bé el violí, volia que el noi es convertís en músic, sobretot virtuós de violí, per la qual cosa el va portar a primers concerts per consultar artistes com Miska Hauser, François Prume, Carl Moeser i Hubert Léonard i li va oferir professors amb talent: primer Carl Petersen, violinista a HC L'orquestra de Lumbye i coneguda per la seva bella inclinació i, després, el capellà Julius Semler. Quan la mateixa orquestra de la Music Society va ser formada per Niels W. Gade a la tardor de 1850, Tofte va estar entre els primers violinistes, i per consell de Gade el qual va proporcionar la seva recomanació al "rei del violí" Joseph Joachim a Hannover, el jove va viatjar allà i va estudiar de 1853 a 1856 amb Joachim i en part també amb Louis Spohr a Kassel.

## Carrera
Després del seu retorn va debutar amb grans aplaudiments a la Musical Music el maig de 1856 i en aquesta associació va actuar com a solista i primer violí fins al 1882, després del qual es va retirar davant els poders dels més joves; A la capella, on va ser contractat el 1863, va alternar com a solista amb Christian Schiørring, fins que el 1893 va dimitir. Quan el Conservatori de Música va entrar en funcionament el 1867, es va convertir en el primer professor de violí, fins al 1904. Té l'honor d'haver format tota una escola de violinistes a Dinamarca. Artistes com Anton Svendsen, Frederik Hilmer, Frida Schytte, Fini Henriques, Frederik Rung, Victor Bendix, Carl Nielsen, Georg Høeberg, etc., són proves de la seva destresa com a professor; a la capella, amb algunes excepcions, tots els violinistes i violinistes eren al voltant de 1900 alumnes de Tofte.
Tofte es va casar el 3 de març de 1866 a la "Trinitatis Kirke" amb Ane Kirstine Pauline Willumsen (23 de maig de 1838 a Copenhaguen - 17 d'agost de 1914 a Frederiksberg), filla del baró Jørgen Willumsen (1801-1854) i Marie Elisabeth Poulsen (1802-1879).

## Honors
Tofte es va convertir en Cavaller de Dannebrog 1881 i Dannebrogsmand en 1902. Per la seva llarga i significativa empremta va ser honorat el 1893 amb el títol de professor.
Està enterrat al cementiri de Vestre, on Thorvald Bindesbøll va dissenyar una làpida amb l'estil d'estimació i es va erigir el 1908.